# Tini Koopmans
Jantina Maria (Tini) Koopmans (Groningen, 26 mei 1912 - Eltham, 17 december 1981) was een Nederlandse atlete, die zich in de jaren dertig van de 20e eeuw vooral manifesteerde op het onderdeel hoogspringen. Bovendien beoefende ze ook met succes de werpnummers discuswerpen en kogelstoten. Ze nam eenmaal deel aan de Olympische Spelen en werd gedurende haar atletiekloopbaan vijfmaal Nederlands kampioene.

## Biografie

### Veelzijdige aanleg
Dat Koopmans aanleg had voor werpen en springen bleek al op school. In de vrije kwartiertjes gooide ze vaak beter en sprong ze verder dan haar speelkameraadjes. Op het hockeyveld was ze de beste, als zwemster was ze een belofte voor de toekomst en als gymnaste groeide ze uit tot een van de steunpilaren bij de jonge garde van Brunhilde. Bovendien zeilde ze als de beste; vaak zwalkte ze in haar zeilboot over het Paterswoldsche Meer.
Welhaast vanzelfsprekend ging Koopmans dus verder in de sport. Ze werd leerlinge van het Instituut voor Lichamelijke Opvoeding te Groningen om opgeleid te worden tot lerares Lichamelijke Opvoeding. Dit leidde ertoe dat zij nog vaker dan daarvoor in sportwedstrijden met de één of andere medaille huiswaarts keerde.

### Sensatie
In 1929 was Tini Koopmans de sensatie van de jaarlijkse atletiekkampioenschappen, die de KNGV in Groningen voor haar leden organiseerde. Ze had wat getraind met een loodzwaar rugby (balspel)bal-vormig voorwerp, dat met veel optimisme discus kon worden genoemd. Toen ze in de wedstrijd ten slotte met de 'vederlichte', platte discus werd geconfronteerd, zwiepte ze het ding ver buiten het bereik van haar concurrentes weg. Sindsdien zag men haar geregeld op de atletiekvelden.

### Eigen vereniging
Naarmate Koopmans beter werd op atletiekgebied, kwamen haar andere sporten steeds meer in het gedrang. Zwemmen op zaterdag en atletiek op zondag gingen nu eenmaal slecht samen. Toch drong men erop aan dat zij bleef zwemmen, want ze was een niet te missen steun voor de zwemafdeling van Brunhilde. In 1933 leidde dit ten slotte tot een breuk. Koopmans besloot Brunhilde te verlaten om te doen wat haar zwemtrainer haar meer dan eens schamper had toegevoegd: "Als je het beter weet, richt dan je eigen vereniging op." Die vereniging werd het Groningse Atalanta, waarvan zij later zelfs erevoorzitster zou worden.
Koopmans was uiterst geschikt om zo’n vereniging op te richten en in stand te houden. Zelf was zij als vooraanstaand atlete de propagandiste bij uitstek voor de vereniging en haar opleiding tot lerares had haar geschikt gemaakt om als leidster en trainster op te treden.

### Springen tegen Lien Gisolf en Fanny Koen
In 1932 nam Koopmans voor het eerst deel aan een grote wedstrijd: 'het internationaal athletiekconcours' te Amsterdam. Ze streed daar bij het hoogspringen met toenmalig wereldrecordhoudster Lien Gisolf en deed niets voor haar onder. Beide atletes sprongen 1,55 m. In Groningen werden direct plannen gesmeed om Tini Koopmans naar de Olympische Spelen in Los Angeles afgevaardigd te krijgen, maar die uitzending ging uiteindelijk niet door.
In de periode van 1932 tot 1936 behaalde Tini Koopmans vele overwinningen. Samen met stadgenote Jo Dalmolen trok zij naar tal van landenwedstrijden, waarin ze de Nederlandse kleuren hielp verdedigen. Op hoogspringen werd zij van 1933 tot en met 1935 driemaal nationaal kampioene. In datzelfde jaar trad zij voor de eerste maal aan tegen Fanny Koen, die toen nog maar net kwam kijken. In Zaandam sprongen beiden op een drassig atletiekveld over 1,40. Later, tijdens een vijflandenwedstrijd in Blackpool, streden ze opnieuw tegen elkaar en kwamen ze allebei tot een hoogte van 1,55.

### OS van 1936
In 1936 werd Koopmans inmiddels wél goed genoeg bevonden om deel uit te maken van de Nederlandse afvaardiging naar de Olympische Spelen van 1936 in Berlijn. Ze kwam er uit op hoogspringen en discuswerpen. In de wedstrijd waarin de jonge Fanny Koen ten slotte ex aequo met 1,55 m de vijfde plaats behaalde, kwam Tini Koopmans met 1,40 niet door de kwalificatieronde heen. Ook bij het discuswerpen slaagde zij er niet in om zich voor de finale te kwalificeren. Met haar worp van 33,50 m werd ze uiteindelijk als zestiende gekwalificeerd.
De Spelen in Berlijn maakten overigens een onuitwisbare indruk op de enige Noordelijke deelneemster, die haar indrukken in die periode als speciale correspondente in een wekelijkse column van de Noordelijke Sport-Revue beschreef en later ook in het Asser Nieuwsblad. Vooral de "phenomenale 100 meter-finale van Osendarp" en het ogenblik dat "voor de eerste keer, zij het dan ook aan den derden mast, onze driekleur geheschen werd" hadden een onuitwisbare indruk op de Groningse gemaakt.
Koopmans die, zoals gezegd in de jaren vóór de Spelen drie nationale hoogspringtitels veroverde en dat steeds deed met sprongen over 1,50 of hoger (1,52 in 1933), kwam in 1937 op dit nummer tot haar beste prestatie: 1,57. Maar toen had Fanny Koen Koopmans' rol van de te kloppen hoogspringster in Nederland inmiddels overgenomen. Overigens kwamen beiden in die jaren niet aan het nationale record van 1,623 van Lien Gisolf uit 1932. Maar dat was dan ook een wereldrecord, toen het werd gevestigd.
Intussen was Tini Koopmans in 1935 met een worp van 34,57 ook nationaal kampioene discuswerpen geworden, een jaar later gevolgd door de titel bij het kogelstoten met een stoot van 10,53.

### Emigratie
Tini Koopmans trad later in het huwelijk met Marinus Johannes (Max) Huygens en emigreerde op 11 april 1950 naar Melbourne in Australië. Zij had toen inmiddels drie kinderen, een zoon en twee dochters, die op dat moment respectievelijk acht, zes en twee jaar oud waren.
Het vinden van werk in Australië was niet moeilijk. Echtgenoot Max, die zijn gezin reeds in januari vooruit was gereisd, had in Melbourne weldra emplooi gevonden. Moeilijker bleek het vinden van geschikte woonruimte. In eerste instantie betrok het gezin een tijdelijke behuizing in Portarlington, een plaats aan de kust op zo’n 100 km afstand van Melbourne. Dit hield in, dat Max Huygens de week in Melbourne moest doorbrengen en slechts in de weekends thuis kon zijn. Niet bepaald ideaal voor een gezin dat zich een plaats tracht te verwerven in een nieuw vaderland.
In juli 1950 plaatste Tini Huygens-Koopmans daarom onder de kop "Ex-Olympian seeking home; free coaching in return" een advertentie in het Melbourner nieuwsblad The Sun, waarin ze aanbood om gratis atletiektraining te komen geven aan een vrouwenatletiekclub, indien iemand uit deze vereniging het gezin Huygens aan een woning kon helpen. Het zou hebben geïmpliceerd, dat zij haar amateurstatus was kwijtgeraakt. De oproep leverde echter geen reacties op.

### Gesettled
Na wat omzwervingen, waarbij zelfs enige tijd in tenten op het erf van een boerderij werd gebivakkeerd en later enkele maanden een citroenboomgaard werd onderhouden, kwam het gezin ten slotte terecht in Edithvale, een voorstad van Melbourne, waar Max het beheer had gekregen over een kruidenierszaak annex postkantoor. Het gezin betrok de bij de zaak behorende woning, om zich ten slotte in juli 1951 in Aspendale te vestigen, een naburige voorstad van Melbourne. Nu wist ook Tini Huygens haar eerste echte baan te bemachtigen als fysiotherapeutisch assistente in een ziekenhuis in Elwood. Daarnaast meldde zij zich aan bij de Mentone Athletic Club, waarvoor zij nog enkele jaren deelnam aan atletiekwedstrijden tegen clubs uit de regio Melbourne.
Haar in Nederland voltooide opleiding leidde ertoe, dat Tini Huygens in 1953 als lerares Lichamelijke Opvoeding werd aangesteld op een particuliere meisjesschool in Mount Eliza. In die periode raakte ze ook verknocht aan het skiën en ging zij met haar echtgenoot voortaan jaarlijks op wintersport in het skigebied van Mount Buffalo.

### Eltham
In 1957 beëindigde Tini Huygens haar onderwijsactiviteiten en twee jaar later verhuisde het gezin naar Eltham. Echtgenoot Max had de kruidenierszaak inmiddels uitgebreid tot een bloeiende groothandel in kruidenierswaren. Tini verzorgde de tuin, de honden en de paarden van de beide dochters en werkte één tot twee dagen per week als masseuse in een nabijgelegen voorstad. Met haar atletiekactiviteiten was ze intussen gestopt.
Na in 1981 enige maanden met rugklachten te hebben rondgelopen, werd bij Tini Huygens in oktober van dat jaar alvleesklierkanker vastgesteld, die inmiddels ook naar de lever was uitgezaaid. Nog voor het einde van dat jaar overleed zij, 69 jaar oud. Ze ligt begraven op de begraafplaats van Eltham.
Max Huygens overleed vele jaren later, in juli 2005, en ligt begraven naast zijn vrouw.

## Nederlandse kampioenschappen
| Onderdeel    | Jaar             |
| ------------ | ---------------- |
| hoogspringen | 1933, 1934, 1935 |
| kogelstoten  | 1936             |
| discuswerpen | 1935             |

## Persoonlijke records
| Onderdeel    | Prestatie | Datum        | Plaats      |
| ------------ | --------- | ------------ | ----------- |
| hoogspringen | 1,57 m *  | 21 juni 1937 | Munnikezijl |
| kogelstoten  | 11,24 m   | 1937         |             |
| discuswerpen | 38,09 m   | 1938         |             |

* In zijn memoires, getiteld The beginning of a one thousand kilometre journey, beschrijft Max Huygens hoe hij Tini Koopmans voor het eerst ontmoette tijdens een wedstrijd op 20 juni 1937 in Assen, waar zij het hoogspringen won met een sprong over 1,58 m. Deze prestatie kon noch in het Gouden boek der K.N.A.U., noch in World Women’s Athletics 100 Best Performers Year List 1926-1962 van Brant en Waśko worden teruggevonden.